# 大隅國
大隅國（日语：〔〕／〔〕 Ōsuminokuni */?），日本古代的令制國之一，屬西海道，又稱隅州。大隅国的領域大約相當於鹿兒島縣的東南部。

## 沿革
和銅6年（713年）4月3日，與日向國在該地設立四郡，肝杯郡、贈於郡、大隅郡、姶羅郡。天長元年（824年）與現時的屋久島和種子島的多褹國合併。推測國府在現在的霧島市（舊國分市），但沒有找到任何的遺跡。

## 郡
- 菱刈郡
- 桑原郡
- 始羅郡
- 囎唹郡
- 肝屬郡
- 大隅郡
- 馭謨郡
- 熊毛郡

## 相關項目
- 日本令制國列表